# Inwood (Manitoba)
Pour les articles homonymes, voir Inwood (homonymie).
Inwood est un hameau d'environ 200 habitants du Manitoba située dans la municipalité rurale d'Armstrong dans la région d'Interlake. Inwood est situé à environ 50 miles au nord-ouest de Winnipeg via la PTH 17. Plusieurs groupes ethniques sont présents à Inwood dont des Anglophones, Francophones, Écossais, Irlandais, Islandais, Norvégien, Danois, Suédois, Polonais et des Ukrainiens.
Le prolongement du chemin de fer Canadien Pacifique de Stonewall à Teulon en 1898 et d'une route de colonisation de Teulon à Inwood en 1900 amena plusieurs colons.  
Jusqu'en 1912, le bureau de poste local fut connu sous le nom de Cossette qui fut le patronyme de plusieurs habitants de l'endroit.